# Gåstjärnen (Lycksele socken, Lappland, 717536-158782)
Gåstjärnen är en sjö i Lycksele kommun i Lappland och ingår i Öreälvens huvudavrinningsområde. Sjön har en area på 0,0512 kvadratkilometer och ligger 503 meter över havet. Gåstjärnen ligger i Alsberget Natura 2000-område.

## Delavrinningsområde
Gåstjärnen ingår i det delavrinningsområde (717509-158853) som SMHI kallar för Mynnar i Mittigrensbäcken. Medelhöjden är 489 meter över havet och ytan är 5,15 kvadratkilometer. Det finns inga avrinningsområden uppströms utan avrinningsområdet är högsta punkten. Vattendraget som avvattnar avrinningsområdet har biflödesordning 3, vilket innebär att vattnet flödar genom totalt 3 vattendrag innan det når havet efter 217 kilometer. Avrinningsområdet består mestadels av skog (66 procent) och sankmarker (33 procent). Avrinningsområdet har 0,05 kvadratkilometer vattenytor vilket ger det en sjöprocent på 1 procent.